# Batragruvan
Batragruvan är en gruva i Albanien som har en av de största kromfyndigheterna i Europa.

## Källa
1. ↑  Askheim, Svein. ”Batra”. 15-04-29. Store norske leksikon. https://snl.no/Batra. Läst 12 augusti 2016.